# Антоніо Алмейда
Антоніо Алмейда, більше відомий як Байя (порт. Antônio Almeida (Baía); 2 грудня 1910, Салвадор — дата смерті невідома) — бразильський футболіст, що грав на позиції нападника, зокрема, за клуби «Баїя» та «Васко да Гама», а також національну збірну Бразилії.

## Клубна кар'єра
Почав свою футбольну кар'єру в 1930 році в клубі «Баїя», в якому він грав до 1934 року. З клубом з Сальвадора тричі виграв чемпіонат штату Баїя в 1931, 1933 і 1934 роках. У 1935—1937 роках він виступав у клубі «Мадурейра». У 1938 році він приєднався до «Васко да Гама», в якому він виступав до кінця своєї кар'єри, яку він закінчив у 1940 році.

## Виступи за збірну
27 грудня 1936 року дебютував за національну збірну Бразилії у матчі з Перу (3-2) під час Чемпіонату Південної Америки 1937 року. Збірна Бразилії зайняла третє місце в цьому турнірі.
19 січня в матчі з Уругваєм (3-2) забив свій єдиний гол у збірній.
1 лютого 1937 року зіграв у матчі з Аргентиною (0-1) свій четвертий і останній поєдинок за збірну.
Був присутній в заявці збірної на чемпіонаті світу 1934 року в Італії, але на поле не виходив.

## Титули і досягнення
- Переможець Ліги Баїяно (3):

«Баїя»: 1931, 1933, 1934
- Срібний призер Чемпіонату Південної Америки: 1937